# Tamano

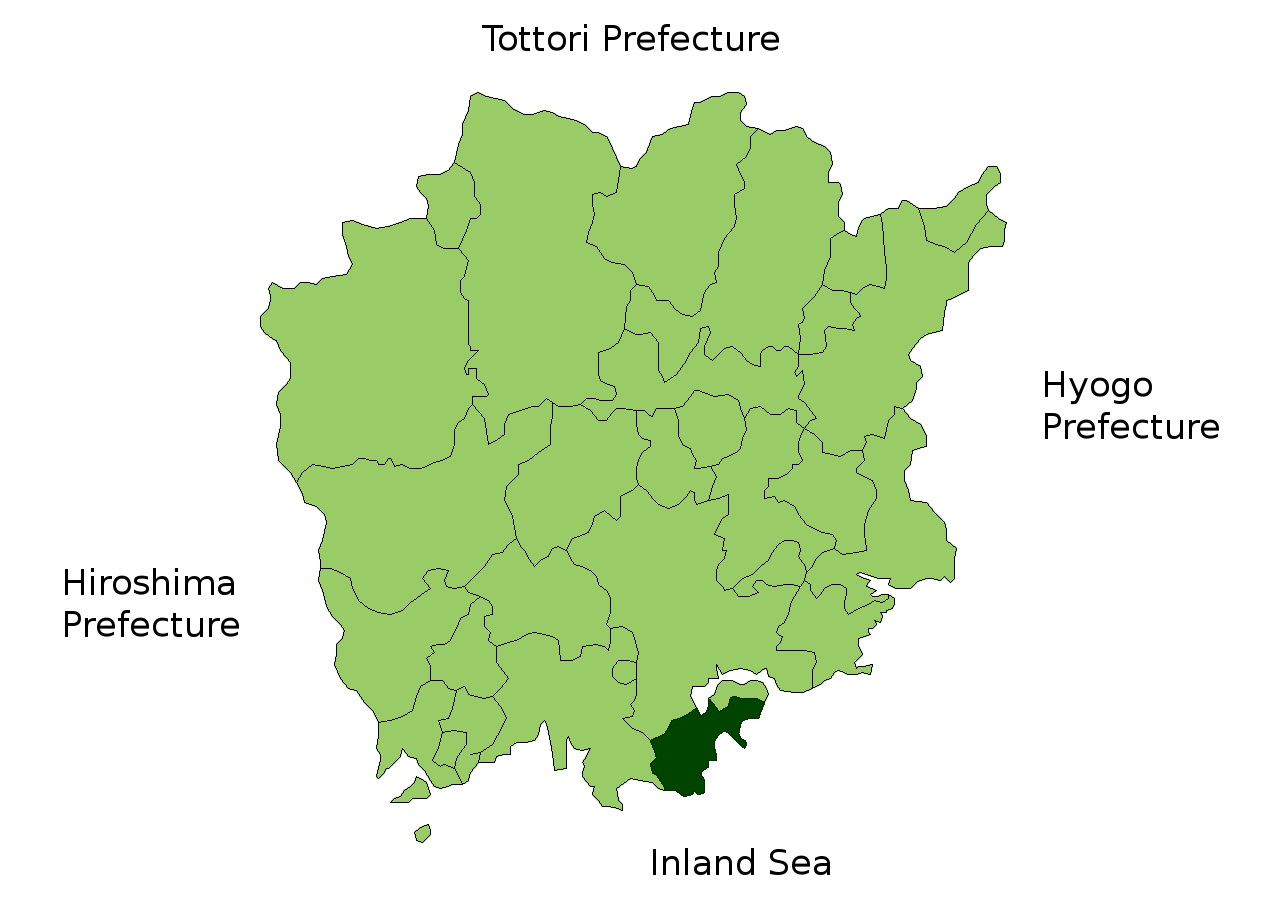

Tamano (玉野市 Tamano-shi?) este un municipiu din Japonia, prefectura Okayama.